# نقیان آواناش
نقیان آواناش (انگلیسی: Nagihan Avanaş؛ زادهٔ ۲۳ مهٔ ۱۹۹۷) بازیکن فوتبال اهل ترکیه است.
وی همچنین در تیم ملی فوتبال Turkey U-17 بازی کرده‌است.